# Endliche Gruppe
Endliche Gruppen treten im mathematischen Teilgebiet der Gruppentheorie auf. Eine Gruppe {\displaystyle (G,*)} heißt endliche Gruppe, wenn {\displaystyle G} eine endliche Menge ist, also eine endliche Anzahl von Elementen hat.

## Axiome
Die Annahme der Endlichkeit ermöglicht ein vereinfachtes Axiomensystem:
Ein Paar {\displaystyle (G,*)} mit einer endlichen Menge {\displaystyle G} und einer inneren zweistelligen Verknüpfung {\displaystyle *\colon G\times G\to G} heißt Gruppe, wenn folgende Axiome erfüllt sind:
- Assoziativität: Für alle Gruppenelemente {\displaystyle a,b,c} gilt {\displaystyle (a*b)*c=a*(b*c)},

- Kürzungsregel: Aus {\displaystyle a*x=a*x'} oder {\displaystyle x*a=x'*a} folgt {\displaystyle x=x'}.

Aus der Kürzungsregel folgt, dass die Links- und Rechtsmultiplikationen {\displaystyle x\mapsto a*x} und {\displaystyle x\mapsto x*a} injektiv sind, woraus wegen der Endlichkeit auch die Surjektivität folgt. Daher gibt es ein {\displaystyle x} mit {\displaystyle a*x=a}, was zur Existenz des neutralen Elementes {\displaystyle e} führt, und dann ein {\displaystyle x} mit {\displaystyle a*x=e}, was die Existenz der inversen Elemente zeigt.

## Endliche Untergruppe
Die allgemeine Bedingung, dass eine nichtleere Menge {\displaystyle S\subseteq G} eine Untergruppe der Gruppe {\displaystyle G} ist,
S1: {\displaystyle \quad a,b\in S\Rightarrow a*b\in S}
S2: {\displaystyle \quad a\in S\Rightarrow a^{-1}\in S}
vereinfacht sich ebenfalls, da S2 aus S1 folgt: Wenn {\displaystyle S} endlich ist, muss jedes Element {\displaystyle a} von {\displaystyle S} eine endliche Ordnung {\displaystyle n} besitzen, woraus {\displaystyle a^{n}=e} folgt. Das bedeutet aber, dass {\displaystyle a^{n-1}=a^{-1}} bereits in {\displaystyle S} ist. Eine nichtleere endliche Teilmenge {\displaystyle S} einer beliebigen Gruppe ist also genau dann eine Untergruppe, wenn für alle {\displaystyle a,b\in S} auch {\displaystyle a*b} in {\displaystyle S} liegt.

## Einfache Gruppen
Jede endliche Gruppe ist zusammengesetzt aus einer endlichen Anzahl von endlichen einfachen Gruppen. Jedoch kann diese Zusammensetzung kompliziert sein. Trotz Kenntnis der Bausteine (der einfachen Gruppen) ist man noch weit davon entfernt, alle endlichen Gruppen zu kennen.
Obwohl die endlichen einfachen Gruppen seit 1982 als vollständig klassifiziert galten, schlossen Mathematiker um Aschbacher die Klassifikation erst im Jahre 2002 mit einem 1200 Seiten langen Beweis ab:
- Fast alle dieser Gruppen lassen sich einer von 18 Familien endlicher einfacher Gruppen zuordnen.
- Es existieren 26 Ausnahmen. Diese Gruppen werden als sporadische Gruppen bezeichnet.

## Beispiele
- Endliche Gruppen sind etwa die zyklischen Gruppen bis auf die unendliche zyklische Gruppe oder die Permutationsgruppen (siehe: Symmetrische Gruppe, Alternierende Gruppe) endlicher Mengen.
- Diedergruppen und Quasi-Diedergruppen
- Zu den sporadischen Gruppen zählen die Conway-Gruppe, das Babymonster und die Monstergruppe (mit fast 1054 Elementen die größte sporadische Gruppe).

## Anwendungen
Symmetrien von Körpern, namentlich in der Molekülphysik, werden durch Punktgruppen beschrieben; Symmetrien von Kristallen durch 230 verschiedene Raumgruppen.